# هوبير جيرو
هوبير جيرو (بالفرنسية: Hubert Giraud)‏ هو عازف جاز وملحن وكاتب أغاني فرنسي، ولد في 28 فبراير 1920 في مارسيليا في فرنسا، وتوفي في 16 يناير 2016 في مونترو في سويسرا.

## وصلات خارجية
- هوبير جيرو على موقع IMDb (الإنجليزية)
- هوبير جيرو على موقع ألو سيني (الفرنسية)
- هوبير جيرو على موقع ميوزك برينز (الإنجليزية)
- هوبير جيرو على موقع قاعدة بيانات الأفلام السويدية (السويدية)
- هوبير جيرو على موقع أول ميوزيك (الإنجليزية)
- هوبير جيرو على موقع ديسكوغز (الإنجليزية)
- هوبير جيرو على موقع قاعدة بيانات الفيلم (الإنجليزية)
- هوبير جيرو على موقع كينوبويسك (الروسية)